# Sangiang (Mancak)
Sangiang is een bestuurslaag in het regentschap Serang van de provincie Banten, Indonesië. Sangiang telt 2654 inwoners (volkstelling 2010).